# Gibret
Gibret település Franciaországban, Landes megyében. Lakosainak száma 98 fő (2022. január 1.). Gibret Baigts, Donzacq, Montfort-en-Chalosse és Poyartin községekkel határos.

## Népesség
A település népességének változása:
| Lakosok száma | 118  | 107  | 102  | 93   | 106  | 102  | 102  | 101  | 100  | 98   |
|               | 1968 | 1982 | 1990 | 2006 | 2013 | 2015 | 2017 | 2019 | 2020 | 2022 |